# Hermann Gerland
Hermann Gerland (Bochum, Alemania Occidental, 4 de junio de 1954) es un exfutbolista y exentrenador alemán. Actualmente es el segundo entrenador de Hans-Dieter Flick en el Bayern Múnich.

## Carrera

### Como jugador
Gerland pasó toda su carrera profesional desde 1972 a 1984 jugando para el VfL Bochum. Jugó como delantero hasta 1975, cuando fue cambiado a la posición de defensor, donde jugó el resto de su carrera. Participó en 204 partidos en 1. Bundesliga anotando 4 goles.

### Como entrenador
La carrera como entrenador de Gerland comienza en 1984 como segundo entrenador del VfL Bochum. En 1986 Gerland toma el mando del Bochum tras la salida de Rolf Schafstall. En 1988 dirige al FC Núremberg, donde estuvo hasta 1990.
Comenzando la temporada 1990-91, dirigió en las categorías inferiores del Bayern Múnich hasta 1995. Durante ese tiempo, fue segundo entrenador del primer equipo durante la temporada de 1991-92. En 1995 volvió a dirigir al Núremberg en la 2. Bundesliga. Posteriormente en 1997 dirigió al Tennis Borussia Berlin hasta 1998, también en la 2. Bundesliga. Para la temporada 1999-00, Gerland dirigió al Arminia Bielefeld, donde consigue el descenso. A la siguiente temporada dirige al SSV Ulm 1846.
Desde el 2001 hasta el 2009, Gerland dirigió al Bayern Múnich II, logrando en la temporada 2008-09 ser promovido como asistente técnico del primer equipo. Desde 2010 ha dirigido al equipo reserva retirandóse en 2017 como segundo entrenador del primer equipo.